# Artículos de la Confederación
Los Artículos de la Confederación y la Unión Perpetua, conocidos como los Artículos de la Confederación, constituyeron el primer documento de gobierno de los Estados Unidos de América. Fueron aprobados por el segundo Congreso Continental el 15 de noviembre de 1777, después de varios meses de debate. Fue una directriz no obligatoria hasta su ratificación cuatro años después, el 21 de marzo de 1781. Los Artículos de la Confederación son considerados uno de los cuatro documentos más importantes y fundacionales de la nación norteamericana.
Los Artículos formaron una confederación débil que unía a las Trece Colonias británicas norteamericanas, con la capacidad de gobernarse casi solamente en tiempos de guerra y emergencias. Tras el fin de la Guerra de Independencia y el comienzo de nuevas prioridades, sus limitaciones se hicieron evidentes. Este documento fue reemplazado por la Constitución de los Estados Unidos después de su ratificación el 21 de junio de 1788.

## Ratificación de los Artículos de la Confederación
El Congreso buscó la ratificación de los Artículos que había aprobado desde 1777, 

Para que cada Estado ...lo revisara cándidamente bajo la perspectiva de la dificultad de combinar en un sistema general los diversos sentimientos e intereses de un continente dividido en tantas comunidades soberanas e independientes, y bajo la convicción de la necesidad absoluta de unir todos nuestros consejos y toda nuestra fuerza para mantener y defender nuestras libertades comunes...
Estados Unidos reunidos en Congreso

Este documento, sin embargo, no sería efectivo sin la ratificación de los trece Estados. El primero de ellos en ratificarlo fue Carolina del Sur, el 15 de febrero de 1778. El proceso se alargó 3 años más ya que algunos Estados se negaban a renunciar a sus reclamaciones territoriales hacia el oeste. Maryland fue el último Estado en hacerlo, ya que se negaba a unirse si Virginia y Nueva York no renunciaban a sus reclamaciones territoriales del Valle del río Ohio. Finalmente, Maryland ratificó el documento el 1 de marzo de 1781.

## Los Artículos
El documento consistía en 16 artículos, una conclusión y una sección para las firmas.
1. Establece el nombre de la confederación en "Los Estados Unidos de América" y dice que es una "Unión Perpetua."
2. Afirma la prioridad de los Estados separados sobre el gobierno de la confederación. "Cada Estado conserva su soberanía, libertad e independencia, así como todo su poder, jurisdicción y derecho no delegados expresamente por esta Confederación...."[3]
3. Establece los Estados Unidos como una liga de Estados Unidos para "... su defensa común, la protección de sus libertades y su bienestar mutuo y general, y se obligan a auxiliarse unos a otros en contra de toda violencia... o ataque que se les lance..."[3]
4. Establece la libertad de movimiento: todo el mundo es libre de transitar por los estados, salvo los "indigentes, vagabundos y prófugos de la justicia".[3] Todas las personas disfrutan de los derechos que les otorgue cada Estado en que se encuentren. Si se comete un delito en un Estado y el autor huye hacia otro estado, será extraditado y será juzgado en el estado dónde se cometió el delito.
5. Asigna un voto en el Congreso de la Confederación (llamado "Estados Unidos en Congreso Reunido") a cada estado y una delegación entre dos y siete miembros. Los miembros del Congreso eran designados por los órganos legislativos locales; los miembros no podían ocupar el cargo por más de tres de cada seis años.
6. Limita los poderes del gobierno central a dirigir las relaciones exteriores y declarar la guerra. Ningún Estado puede tener ni armada ni ejército y no puede declarar la guerra sin permiso de Congreso.
7. Si un ejército se crea para defender la Confederación, los coroneles y los rangos militares bajo el coronel serán nombrados por los congresos locales.
8. Los gastos de los Estados Unidos serán financiados con fondos recaudados por los congresos locales de acuerdo con el valor de sus propiedades.
9. Define los derechos del gobierno central: declarar la guerra, establecer los pesos y medidas (incluyendo las monedas) y autoriza al Congreso a ser el árbitro final para cualquier disputa entre los Estados miembros.
10. Define un Comité de Estados para gobernar cuando el Congreso no se encuentre en sesión.
11. Requiere la aprobación de nueve Estados para admitir nuevos Estados a la confederación.
12. Reafirma que la Confederación acepta la deuda de guerra del Congreso antes de la promulgación de los artículos.
13. Declara que los artículos son perpetuos y que sólo pueden alterarse con la aprobación del Congreso y la ratificación de todos los órganos legislativos locales.

Ya que todavía continuaba la guerra contra Gran Bretaña, los colonos no querían establecer otro gobierno nacional poderoso. Con el celo de proteger su nueva independencia, el Congreso Continental creó una estructura unicameral débil que protegía la libertad de los Estados miembros. Aunque el Congreso regulaba los asuntos monetarios y militares, los Artículos no habían diseñado ningún mecanismo para asegurarse de que cada Estado cumpliese con las tropas y el dinero que se necesitara. Ello debilitaba al ejército, como fue el caso en 1781 y que George Washington haría patente en una carta al Gobernador de Massachusetts, John Hancock.

## Función
Los Artículos daban apoyo al Ejército Continental y permitían que los trece Estados formasen un frente de unión ante los poderes europeos. Sin embargo, como herramienta para construir un gobierno efectivo en tiempos de guerra, fue un fracaso. El Congreso podía tomar decisiones, pero no tenía el poder para aplicarlas. Quizás, el mayor contratiempo fue el requisito de aprobación unánime de los 13 Estados para modificar los artículos. Al mismo tiempo, el poder más importante que le faltaba al Congreso era el poder de cobrar impuestos: sólo podía solicitar dinero de los Estados. Estos, por su parte no siempre cumplían con las demandas y el Congreso no contaba con los fondos necesarios para su operación. Los Estados y el Congreso se habían endeudado durante la guerra, y el pago de las deudas era un asunto de importancia nacional.
No obstante, el Congreso de la Confederación tomó dos acciones muy importantes. La Ordenanza de la Tierra de 1785 estableció las provisiones de la tierra que se utilizarían durante la expansión posterior del país. La Ordenanza de 1787 (Ordenanza Noroeste) oficializó la renuncia de los trece Estados originales de las tierras del oeste y, al mismo tiempo, permitió la entrada de nuevos Estados a la confederación.
Tan pronto como la unidad que demandaba la Guerra de Independencia se hizo innecesaria, el Ejército Continental se disolvió, aunque se conservó una fuerza muy pequeña para proteger los fuertes y defender a los Estados de los ataques de los amerindios. No obstante, cada Estado tenía su propio ejército y 11 de los 13 Estados tenían una armada. Las promesas de riqueza y de otorgamiento de tierras que se harían durante la guerra no se cumplieron. En 1783, George Washington apaciguó la conspiración de Newburgh, pero los disturbios de los veteranos de Pensilvania que no habían recibido sus pagos forzaron al Congreso a marcharse de Filadelfia el 21 de junio. Este, sin embargo, no sería efectivo sin la ratificación de los trece Estados. El primero de ellos en ratificarlo fue Carolina del Sur, el 5 de febrero de 1778. El proceso se alargó tres años más ya que algunos Estados se negaban a renunciar a sus reclamaciones territoriales hacia el oeste. Maryland fue el último estado en hacerlo, ya que se negaba a unirse si Virginia y Nueva York no renunciaban a sus reclamaciones territoriales del Valle del río Ohio. Finalmente, Maryland ratificó el documento el 1 de marzo de 1781.

## Revisión
En mayo de 1786, Charles Pinckney, de Carolina del Sur, propuso que el Congreso revisara los Artículos de la Confederación. Algunos de los cambios que recomendaba eran otorgar al Congreso el poder para regular el comercio interior y exterior y proveer una estructura de financiación para recaudar dinero de las tesorerías estatales. No obstante, se requería la aprobación unánime, y en aquella ocasión no llegaron a ningún consenso.
En septiembre, cinco Estados se reunieron en la Convención de Annapolis (1786) para discutir sobre los ajustes para mejorar el comercio. El director, Alexander Hamilton, invitó a los representantes de los Estados a una convención en Filadelfia para discutir sobre las mejoras en el gobierno federal. Después de debatir, el Congreso presentó su plan de revisar los Artículos de la Confederación el 21 de febrero de 1787.
Según los términos de la modificación, los Artículos permanecerían vigentes hasta 1790, hasta que cada uno de los 13 Estados hubiese ratificado la nueva Constitución. El 28 de septiembre de 1787, el Congreso envió la Constitución a los Estados para su ratificación. El 2 de julio de 1788, el Congreso anunció formalmente la ratificación de la Constitución, después de la ratificación del noveno Estado, Nuevo Hampshire, el 21 de junio de 1788. Finalmente, el 1 de abril de 1789 se reunió por primera vez la Cámara de Representantes.

## Presidentes del Congreso
La lista siguiente es de los presidentes del Congreso de la Confederación después de la promulgación de los Artículos de la Confederación y que ostentaron el cargo de "Presidente de los Estados Unidos en el Congreso Reunido". El presidente no era, sin embargo, el jefe del ejecutivo, como lo sería después el Presidente de los Estados Unidos bajo la Constitución, lo que evidenciaría que en sus comienzos Estados Unidos no era una nación, sino un conjunto de varias, ya que los países solamente pueden ser "federaciones", no confederaciones (estas últimas son conjuntos de países, no un solo país).
1. Samuel Huntington
2. Thomas McKean
3. John Hanson
4. Elias Boudinot
5. Thomas Mifflin
6. Richard Henry Lee
7. John Hancock
8. Nathaniel Gorham
9. Arthur St. Clair
10. Cyrus Griffin